# 中村哲之助
中村 哲之助（なかむら てつのすけ、1945年 <昭和20年> – 、）は、日本の政治家。民主党所属。大阪府議会議員（6期）、大阪府議会副議長、枚方市議会議員（6期）、枚方市議会議長を歴任。旭日中綬章受章者。

## 来歴
1945年生まれ。枚方市立蹉跎小学校、枚方市立第二中学校、大阪府立大手前高等学校を経て関西学院大学法学部卒業。
1971年 枚方市議会議員に初当選し、連続6期24年。この間、第38代議長にも就任。
1995年 (平成7年) 大阪府議会議員に初当選し、連続6期24年。2005年5月から1年間、第99代副議長を務めた。

## 選挙歴
- 2003年4月 大阪府議会議員選挙 枚方市選挙区 (定数5) で2位当選(3選)[3]
- 2007年4月 大阪府議会議員選挙 枚方市選挙区 (定数5) で2位当選(4選)[4]
- 2011年4月 大阪府議会議員選挙 枚方市選挙区 (定数5) で3位当選(5選)[5]
- 2015年4月 大阪府議会議員選挙 枚方市選挙区 (定数4) で4位当選(6選)[6]

## 栄典
- 2019年11月 令和元年秋の叙勲で旭日中綬章を受章[7]